# 스펙트럼 (약학)
스펙트럼은 항생물질에게 감수성이 있는 세균의 범위(균주)와 그 작용 강도(효과)를 표시하는 것이다. 항균 스펙트럼, 항균역(抗菌域)이라고도 하고 영어로는 spectrum으로 표기한다.

## 같이 보기
- 항생물질